# Antonio Vagnozzi
Antonio Vagnozzi (nacido en 1950) es un astrónomo italiano aficionado y un descubridor de asteroides.
El Centro de Planetas Menores le acredita el descubrimiento de 46 asteroides llevado a cabo entre los años 1993 y 1999.
En el año 1993, fue el primer astrónomo italiano (y el segundo descubridor en todo el mundo) en descubrir un planeta menor utilizando una cámara CCD. El primer descubrimiento realizado con una cámara CCD fue el (4255) Spacewatch, que fue descubierto por el equipo del Spacewatch en 1986).
También encuentra supernovas y es un codescubridor de la supernova 1996ae SN.
El asteroide del cinturón principal (7529) Vagnozzi fue nombrado en su honor. La cita de la nomenclatura se publicó el 11 de abril de 1998 (M.P.C. 31611).